# Ilona Kubiaczyk-Adler

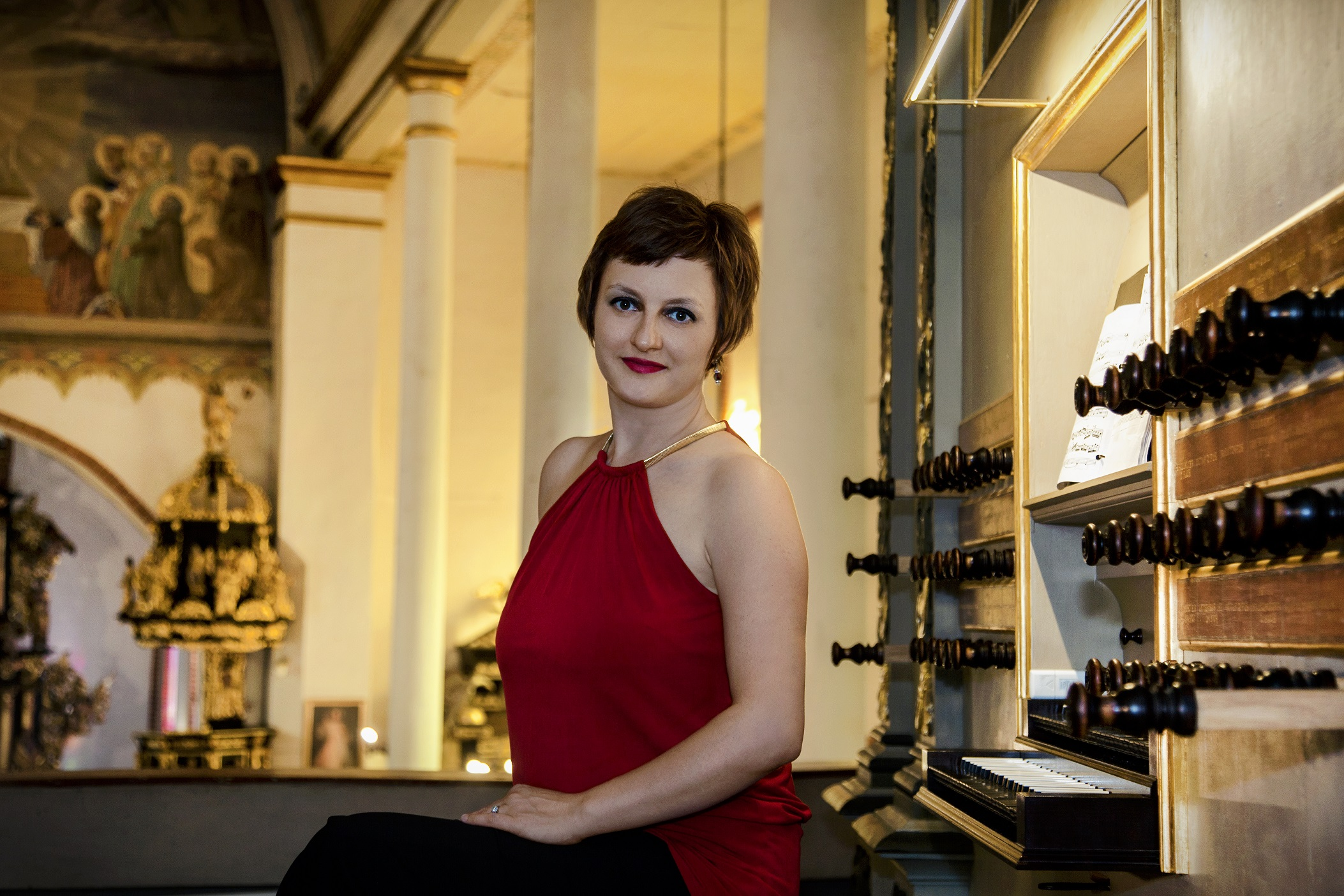
Ilona Kubiaczyk-Adler (2015)

Ilona Kubiaczyk-Adler (* 1978) ist eine polnische Organistin und Musikpädagogin.
Kubiaczyk studierte an der Musikakademie Łódź bei Irena Wisełka-Cieślar, am Conservatorium van Amsterdam bei Jacques van Oortmerssen und an der Arizona State University bei Kimberly Marshall. Sie unterrichtete an der Musikakademie Łódź und an der Arizona State University. Sie gewann einen Ersten Preis beim Orgelwettbewerb in Warschau und war Finalistin in Leiden und Seminfinalistin in Dublin. Als Solistin, mit Musikensembles, Chören und Orchestern trat sie in vielen Staaten Europas, Nord- und Südamerikas auf.
In Scottdale, Arizona, wirkte sie als musikalische Leiterin an der Episcopal Church of Nativity und künstlerische Leiterin der Konzertreihe Arts at Nativity und ist seit 2018 musikalische Leiterin an der All Saints’ Episcopal Church in Phoenix. Mit ihrem Mann Jacob Adler tritt sie als Duo Zeelab, mit der Geigerin Damara Suchon Hobbs als Duo Polonaise auf. Sie ist Mitglied der American Choral Directors Association und Lehrbeauftragte im Vorstand des Regionalverbandes der American Guild of Organists. 2015 nahm sie an der restaurierten Hildebrandt-Orgel der St. Bartholomäus-Kirche in Pasłęk die CD Antique Sound Palette auf.